# Verlag federfrei
Der Verlag federfrei mit Sitz in Marchtrenk wurde im Jahr 2007 gegründet. Den Schwerpunkt des Programms bilden Krimi und Thriller aus Österreich. Pro Jahr veröffentlicht der Verlag federfrei ca. 20 Krimis und Thriller.
Zu den Autoren des Verlags gehören Raimund Bahr, Michael Koller, Werner Wöckinger, Joseph Lemark und Günther Zäuner.